# William Prescott
William Prescott (ur. 20 lutego 1726, zm. 13 października 1795) – amerykański pułkownik; podczas wojny o niepodległość dowodził siłami patriotów w bitwie o Bunker Hill. Prescott jest znany ze swojego rozkazu skierowanego do swoich żołnierzy: „Nie strzelajcie, dopóki nie zobaczycie białek ich oczu”, tak aby oddziały rebeliantów mogły strzelać do wroga z mniejszych odległości, a tym samym dokładniej i zabójczo, oszczędzając w ten sposób swoje ograniczone siły. zapasy amunicji.

## Życiorys
Prescott urodził się w Groton w stanie Massachusetts jako syn Benjamina Prescotta (1696–1738) i Abigail Oliver Prescott (1697–1765). Ożenił się z Abigail Hale (1733–1821) 13 kwietnia 1758 r., z którą miał jedno dziecko. 
Prescott służył w milicji prowincjonalnej podczas wojny króla Jerzego, gdzie brał udział w oblężeniu Louisbourga w 1745 r. pod dowództwem Williama Pepperrella. Był porucznikiem oddziałów prowincjonalnych, które w 1755 r. zostały wysłane w celu usunięcia neutralnych Francuzów z Nowej Szkocji. Po powrocie został awansowany na stopień kapitana. W 1755 roku, kiedy rozszerzyła się wojna francusko-indyjska, brał udział w bitwie pod Fort Beausejour. Odrzucił ofertę wstąpienia do armii brytyjskiej w ramach służby w tej wojnie.
Jego imieniem nazwano obecnie pozbawione osobowości prawnej miasto Prescott w stanie Massachusetts. Był ojcem Williama Prescotta Jr., który walczył z nim w bitwie pod Bunker Hill. Był dziadkiem wybitnego historyka Williama H. Prescotta, którego imieniem nazwano Prescott w Arizonie.